# Schwielochsee (commune)

Schwielochsee  est une commune de Brandebourg (Allemagne), située dans l'arrondissement de Dahme-Forêt-de-Spree.

## Géographie
| Märkische Heide                | Tauche                       | Friedland (Brandebourg) |
| Märkische Heide Spreewaldheide | Schwielochsee                | Lieberose               |
| Byhleguhre-Byhlen              | Schmogrow-Fehrow Drachhausen | Turnow-Preilack         |